# 캔 (밴드)
캔(Can)은 독일의 익스페리멘탈 록 밴드이다. 1968년 쾰른에서 결성하였다. 크라우트록의 개척자이며, 미니멀리즘 음악, 전자 음악, 월드 뮤직 등의 요소를 섞은 음악을 해왔다.
캔은 짧은 곡들을 지속적으로 만든 뒤에 그것을 모아 재편집하는 방식으로 작업했고 이것은 당시의 즉흥연주를 지향하던 다른 밴드들과의 차이점이기도 했다. 베이스 주자이자 리더인 홀거 추케이(Holger Czukay)는 캔의 라이브와 스튜디오 작업 모두를 즉흥작곡이라고 불렀다. 그들은 몇몇 곡으로 상업적 성공도 거두었으며 초기 음반들을 통해 이후는 아방가르드, 실험 음악, 언더그라운드 음악, 앰비언트, 뉴 웨이브 (음악)을 비롯한 전자 음악의 선도적인 밴드가 되었다.

## 초기:1968-1970
캔의 뿌리는 이르민 슈미트의 1966년 뉴욕 여행에서 시작되었다. 슈미트는 스티브 라이히, 라 몬테 영, 테리 라일리 등과 어울렸으며 또 앤디 워홀, 호텔 첼시 등의 영향권 내에 있었다. 그는 그 여행에 매혹되었고 록음악의 가능성을 보았다. 쾰른으로 돌아온 그는 미국인 플룻주자 데이빗 존슨(David C.Johnson), 음악 교사 홀거 추케이와 함께 음악적 탐험을 하기로 했다. 이르민 슈미트는 존 케이지를 가장 먼저 연주한 독일인 중 한명이다.
당시 그들은 모두 아방가르드 현대음악에 관심이 있었다. 슈미트와 츄카이는 작곡가 카를하인츠 슈토크하우젠의 직접적인 영향을 받고있었다. 슈미트는 건반을 연주하기로 했고 츄카이는 녹음장비를 다룰줄 알았다. 그들은 츄카이의 제자였던 19세의 마이클 카롤리를 기타로 삼고 프리재즈 드러머로 활동하던 야키 리베차이트를 드러머로 받아들였다. 야키는 쳇 베이커와도 연주한 적이 있었다. 밴드가 점차 록음악 지향적이 되자 실망한 데이빗 존슨이 1968년 말에 밴드를 떠났다.
밴드는 지미 헨드릭스 벨벳 언더그라운드 프랭크 자파 등의 영향을 많이 받았으며 핑크 플로이드 초기와 비교되곤 했다. 말콤 무니의 보컬 스타일은 제임스 브라운을 연상시킨다는 평을 받았다. 캔의 잼세션은 퓨젼 시기의 마일즈 데이비스 영향이 짙으며, 홀거는 구체 음악의 흐름을 이어받기도 했다.
밴드는 이너 스페이스(Inner Space)와 캔(Can) 양쪽을 사용하다가 결국 밴드명을 캔으로 정했다. 리베차이트는 코뮨주의, 아나키즘, 니힐리즘의 약자라고 뜻풀이를 덧붙였지만 되는대로 붙인 것인지 멤버들의 증언이 엇갈린다. 조각가이기도 했던 미국인 보컬 말콤 무니가 1968년 중반에 가입하여 멤버들이 갖춰졌다.
캔은 이런저런 녹음을 했지만 발매해줄 음반사를 찾지 못했다. 그중 일부가 1969년에 1집 Monster Movie로 공개되었고 나머지가 1981년에 Delay 1968로 공개되었다. 무니의 기괴한 고함같은 노래 스타일은 밴드에 독보적인 개성과 환각성을 부여했다. 특히 개러지 록, 사이키델릭 록과 펑크 등의 영향을 많이 받았다. 1집의 마지막 곡 Yoo Doo Right은 6시간 동안 리듬파트를 지속적으로 반복한 연주를 편집해서 앨범 뒷면을 가득 채운 것이다. 리베차이트의 탄력있고 다이나믹한 드럼이 곡 전체의 온도를 높이고 있다.
무니는 정신과 의사의 조언을 받고 캔의 환각적인 음악에서 멀어지기로 했다. 그는 발작이 일어나면 신경질적으로 뭔가 외치곤 했다고 한다. 뮌헨에서 거리 공연을 하던 젊은 일본인 다모 스즈키를 츄카이와 리베차이트가 데려와서 새로운 보컬이 된다. 스즈키는 약간의 기타코드만을 알고 생각나는 가사를 마구잡이로 종이에 적고있었다. 스즈키는 그날부터 노래하기 시작했다. 스즈키 합류 후 나온 두번째 앨범 Soundtracks는 무니와 스즈키의 보컬이 함께 담긴, 영화음악 모음집이었다. 스즈키는 영어와 일본어를 섞어가며 작사를 했다.

## 전성기:1971-1973
이후 몇년간 캔은 전성기 음반들을 낸다. 초기 곡들이 그래도 뭔가 록적인 전통에서 크게 벗어나지 않았다면 이 시기의 음반들은 훨씬 유동적이고 즉흥적이다. 2LP로 발매된 Tago Mago는 야심작이었고 독보적인 음반이었으며 관습에서 크게 벗어난 것이었다. (타고마고는 발레아레스 제도의 섬 이름이다.) 재즈적인 리듬, 기타와 건반의 즉흥연주 잼, 과감한 사후 편집작업에 스즈키의 특이한 보컬이 결합되었다. 츄카이는 "미스테리한 음악들을 빛의 세계에서 꺼내 어둠으로 되돌리려는 음악"이라고 표현한다.
1971년 캔은 TV시리즈 다스 메쎄르(Das Messer)의 음악작업을 했다. 1972년작 Ege Bamyasi(터키어로 에개의 오크라라는 의미)는 전작보다는 대중적으로 바뀐 음반으로 Vitamin C나 Spoon같은 히트곡을 담고있다. 캔의 음악에는 항상 민속음악적인 요소가 남아있었다. 싱글 spoon은 독일 내에서 20만장이 판매될만큼 히트였다.
1973년작 Future Days는 앰비언트의 초기 형태를 담고 있는 앨범이다. 캔이 전자음악 교향곡만 만드는 것이 아니라 평화롭지만 드라마틱한 풍경화를 만들 수도 있음을 보여준 앨범이다.
스즈키는 독일인 여자친구와 함께 여호와의 증인이 되기 위해 밴드를 떠났다. 캔은 새로운 보컬을 뽑지 않고 카롤리와 슈미트가 노래하기로 했지만 점차 보컬곡이 줄어들게 되었다.

## 중후기:1974-1979
1974년작 Soon Over Babaluma는 전작에 이어 앰비언트적인 스타일이 많았으며 라틴 음악을 흉내냈지만 Tago Mago나 Ege Bamyasi때의 날카로움도 살아있는 앨범이었다. 캔은 영국에선 버진 레코드 독일에선 하베스트와 계약했다. BBC에 출연해서 이르민 슈미트는 키보드에 가라데 액션을 날리기도 한다. 슈미트의 다리 부상으로 영국 공연은 취소되었다.
후기 앨범들은 Landed와 Flow Motion은 레코딩 기술이 좋아진 것에 비해 곡들이 너무 평범해졌다. 디스코 싱글은 I want more는 영국차트 26위까지 오르는 히트곡이 되었고 탑 오브 더 팝스에 홀거 츄카이가 출연하기도 한다.
1977년 트래픽 출신의 로스코 지와 리봅 바가 가입해 Saw Delight 이후의 앨범을 녹음하였다. 이 시기 홀거 츄카이는 사운드 실험에 집착하게 되고 단파 라디오, 모스 부호 키보드, 테이프 리코더 등으로 여러 가지 소리를 만들게 된다. 그 해에 츄카이는 캔을 탈퇴해 사실상 해체상태였지만 이들은 종종 공연을 위해 모였다.
1986년 앨범 Rite Time을 위해 잠시 모였고 이때는 말콤 무니도 참여했다. 그들은 빔 벤더스의 영화음악 Until the End of the World를 위해 모인 적도 있다. 마이클 카롤리는 암으로 2001년 사망했다.
캔의 곡 다수는 즉흥연주를 먼저 하고 그것을 스튜디오에서 다듬는 방식으로 만들어졌다. 영화음악 작업을 할 때 영화를 보는 사람은 이르민 슈미트 뿐이었고 그가 다른 멤버들에게 영화의 분위기를 대충 설명했다.
이런 경향은 라이브에서도 마찬가지여서 Halleluhwah가 30분에 걸쳐 녹음된 라이브 버전도 있다. 캔의 보컬 스타일은 관객들에게 꽤 충격을 주었다.
스즈키의 탈퇴 이후 보컬을 찾아보려고 했지만 쉽지 않았다. 팀 하딘과 합주한 적도 있고 말레이시아인과 오디션 본 적도 있다. 마이클 커즌스와의 합주도 남아있다. 그러나 결국 누구도 정착하지 못하여 밴드는 보컬 부분을 축소하고 계속 즉흥 위주의 합주를 계속했다. 이들의 라이브 아카이브에 즉흥 연주가 그렇게 많이 남아있는 이유이다.

## 기타
홀거는 데이빗 실비언과 협연을 했다
야키 리베차이트는 야 워블, 빌 라스웰 등과 함께 Drums of Chaos라는 앨범을 녹음했다.
마이클 카롤리는 레게 앨범을 녹음했다.
다모 스즈키는 음악계로 돌아와서 다모 스즈키 네트워크라는 이름으로 활동중이다.
말콤 무니도 자신의 밴드 텐스 플래닛을 결성했다.
포스트 펑크 계열의 뮤지션 다수가 캔의 영향력에 대해 언급해왔다. 더 폴 퍼블릭 이미지 리미티드 수지 앤 더 밴쉬스 조이 디비전 수어사이드 데이빗 보위 토킹 헤즈 페이브먼트 스톤로지스 해피 먼데이스 톡 톡 프라이멀 스크림 라디오헤드 마르스 볼타 오아시스 심지어 카니예 웨스트까지 목록은 계속 이어진다.
퍼블릭 이미지 리미티드의 드럼 야키 리베차이트는 캔의 멤버들과 활동해오기도 했다.
나중에 무니 스즈키와 스푼이라는 밴드가 결성되기도 했다.

## 음반
- 1969 - Monster Movie
- 1970 - Soundtracks
- 1971 - Tago Mago
- 1972 - Ege Bamyasi
- 1973 - Future Days
- 1974 - Soon Over Babaluma
- 1975 - Landed
- 1976 - Flow Motion
- 1976 - Unlimited edition
- 1977 - Saw Delight
- 1978 - Out of reach
- 1979 - Can
- 1981 - Delay 1968
- 1985 - Inner Space
- 1989 - Rite Time